# Merab Dvališvili
Merab Dvališvili (gruzínsky: მერაბ დვალიშვილი; * 10. ledna 1991) je gruzínsko-americký profesionální zápasník smíšených bojových umění. V současné době zápasí v bantamové váze v Ultimate Fighting Championship (UFC), kde je aktuálním šampionem. 

## Kariéra
Dvališviliho kariéra v UFC začala dvěma prohrami proti Frankiemu Saenzovi a Rickymu Simónovi. Od té doby má 13 vítězných zápasů – čtvrtou nejdelší sérii v historii UFC – v níž porazil bývalé šampiony, včetně Josého Alda, Petra Yana a Henryho Cejuda.
Dne 14. září 2024 získal titul šampiona UFC v bantamové váze jednomyslným vítězstvím nad Seanem O'Malleym. Od té doby titul dvakrát obhájil – nejprve proti Umaru Nurmagomedovovi a poté v odvetě s O'Malleym, kde bývalého šampiona porazil submisí.
Je považován za jednoho z nejlepších bojovníků v bantamové váze všech dob. Je také prvním šampionem gruzínského původu v historii UFC.

## Osobní život
Merab Dvališvili se stal naturalizovaným americkým občanem v březnu 2024. Než se stal bojovníkem na plný úvazek, pracoval ve stavebnictví. Od vlády země obdržel cenu ve výši 1 milionu gruzínských lari za zisk titulu UFC v bantamové váze, kterou věnoval na podporu grapplingu v této oblasti.